# Jun Matsumoto
Jun Masumoto, (松本潤) född den 30 augusti 1983 i Tokyo, Japan, är en japansk skådespelare samt sångare från Johnny & Associates talangagentur. Matsumoto har medverkat i många dramer, vunnit många priser och hyllats som skådespelare. 
Han är känd som en av medlemmarna i den populära Arashi.